# Kazinczy utcai zsinagóga (Miskolc)
A Kazinczy utcai zsinagóga Miskolc ma már egyetlen zsinagógája, egyben Borsod-Abaúj-Zemplén vármegye egyetlen ma is működő, és a régió legnagyobb zsinagógája (Kazinczy utca 7.)

## Története
A zsinagóga 1856 és 1863 között épült Ludwig Förster tervei alapján, neoromán moreszk stílusban. Hasonlít az ugyancsak Förster tervei szerint épült bécsi leopoldstadti zsinagógához.
Förster a zsinagóga tervezésekor több újítást is bevezetett, orgonát építtetett a zsinagógába, a tóraolvasó asztalt pedig az épület közepe helyett a frigyszekrény elé tette. Ez tiltakozást váltott ki az ortodox többségű hívőkből, és miután az átadást követő évben a sátoraljaújhelyi rabbigyűlés kiátkozta Fischmann Ezékiel Mózes miskolci rabbit, úgy döntöttek, a hagyományoknak megfelelően átalakítják a zsinagógát. A viszály következtében a miskolci zsidóságból különvált a szefárd hitközség, és külön imaházat bérelt (vagy épített) a Kölcsey utcában, amely nem maradt fenn.
2013 őszén a zsinagógát – leromlott állapota és balesetveszély miatt (az alapok, a tetőszerkezet és a tetőt tartó oszlopok gyengültek meg) – átmenetileg bezárták. Felújítását 2017-ben kezdték meg.

## A zsinagóga
A Kazinczy utcai homlokzatot és az udvarit is egy arabeszkes rózsaablak és keskeny íves ablakok díszítik, az udvar felé néző főhomlokzaton Mózes kettős kőtáblája látható. A háromhajós, álbazilikás elrendezésű épület belsejében karcsú vaspillérek vannak, melyek díszítésében gótikus és bizánci elemek is láthatóak. A falak keleti motívumokat idéző, bonyolult festése M. Horowitz munkája.

## Egyéb
Miskolcnak 1901-ben másik zsinagógája is épült; a Palóczy utcai zsinagóga kupolás, kéttornyú épület volt. 1963-ban lebontották.
Az 1920-as népszámlálás idején Miskolcon körülbelül 10 000 zsidó vallású élt (a teljes népesség 16,5%-a), de nagy részük a holokauszt áldozata lett, és napjainkban körülbelül 500-an élnek a városban. A holokauszt áldozatainak a zsinagóga Déryné utcai bejáratánál, emellett az Arany János utcában, az egykori gettó helyén, valamint a Tiszai pályaudvaron lévő emléktáblák állítanak emléket.

## Képgaléria

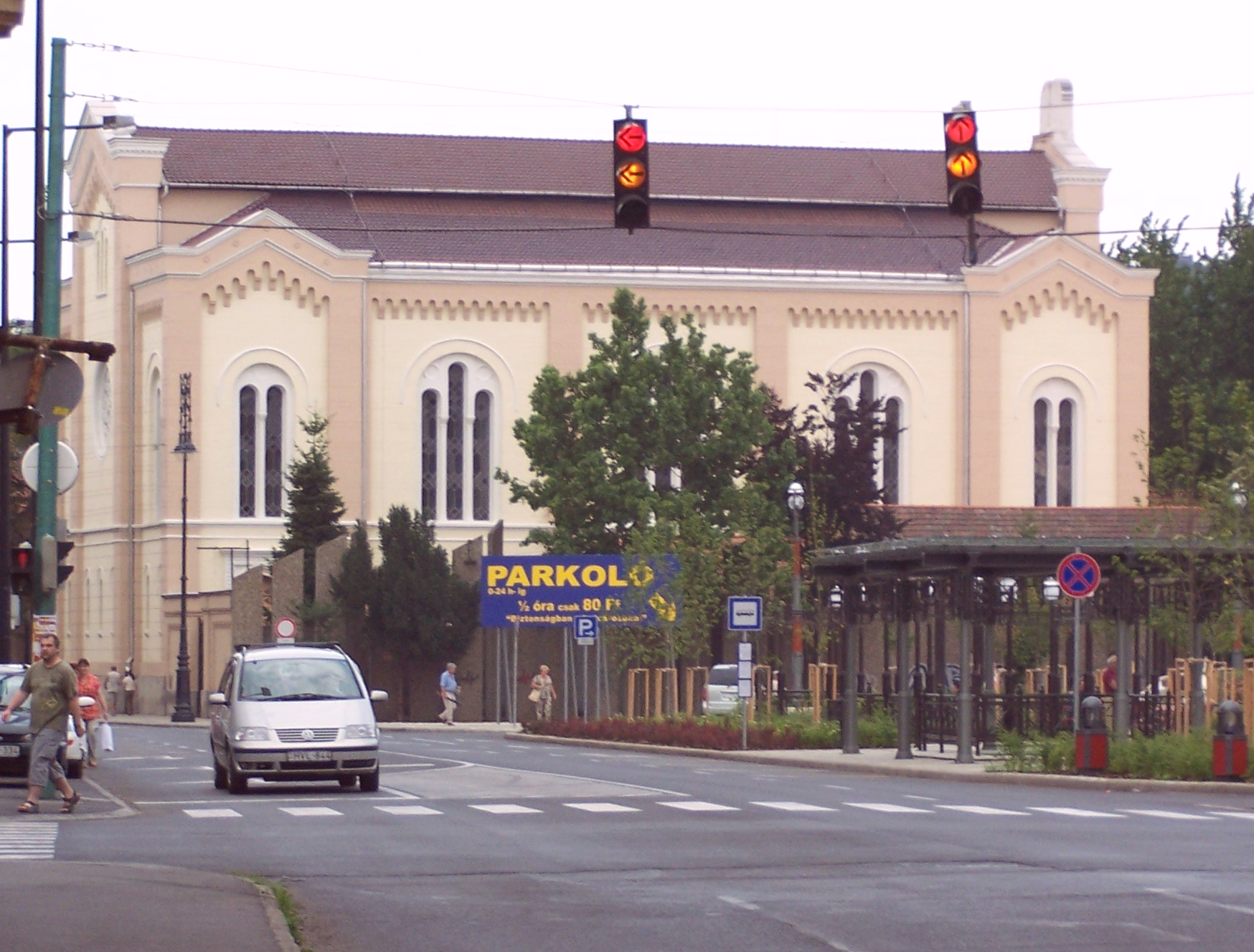
A zsinagóga a Hősök tere felől
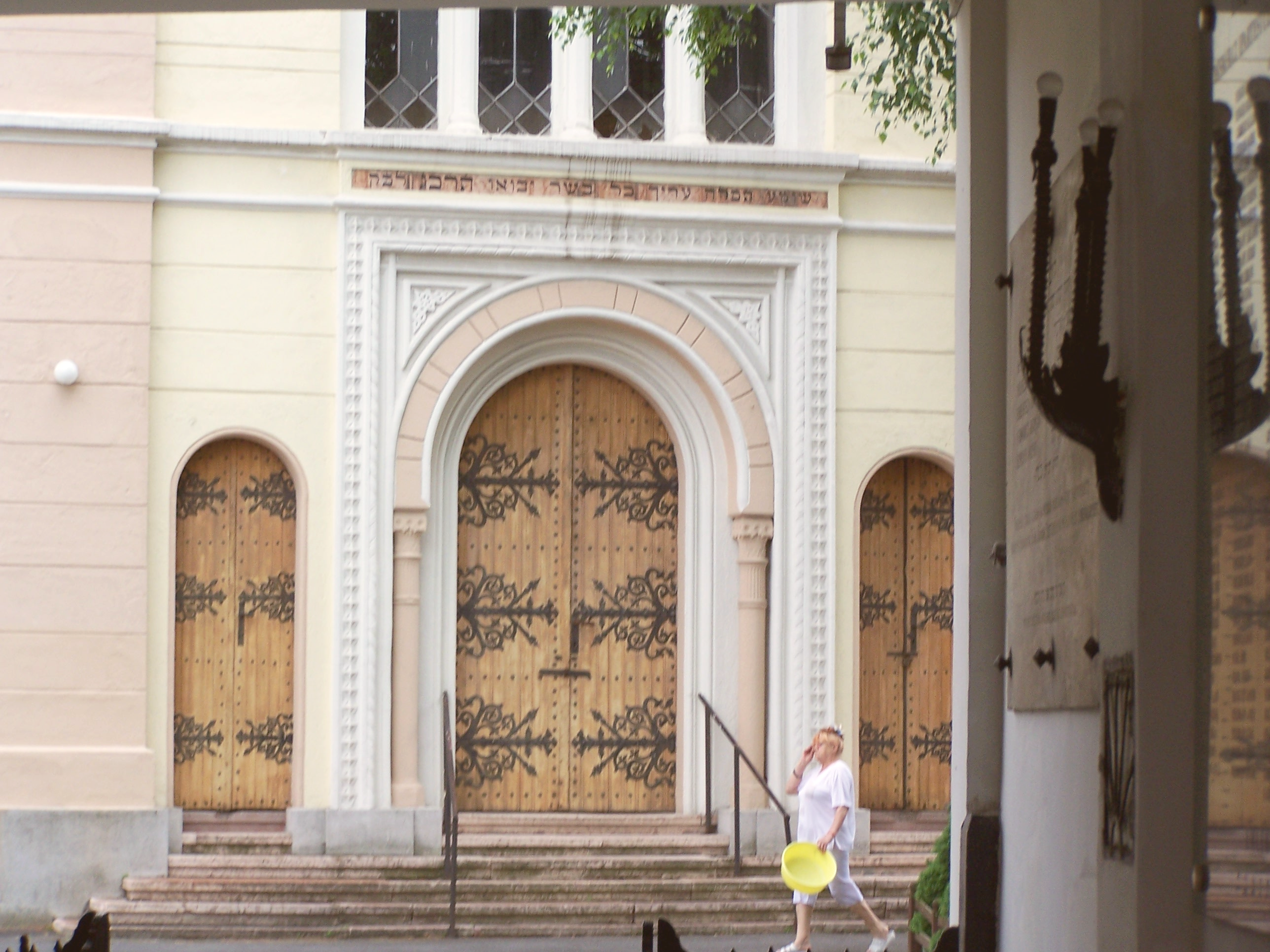
A hátsó bejárat
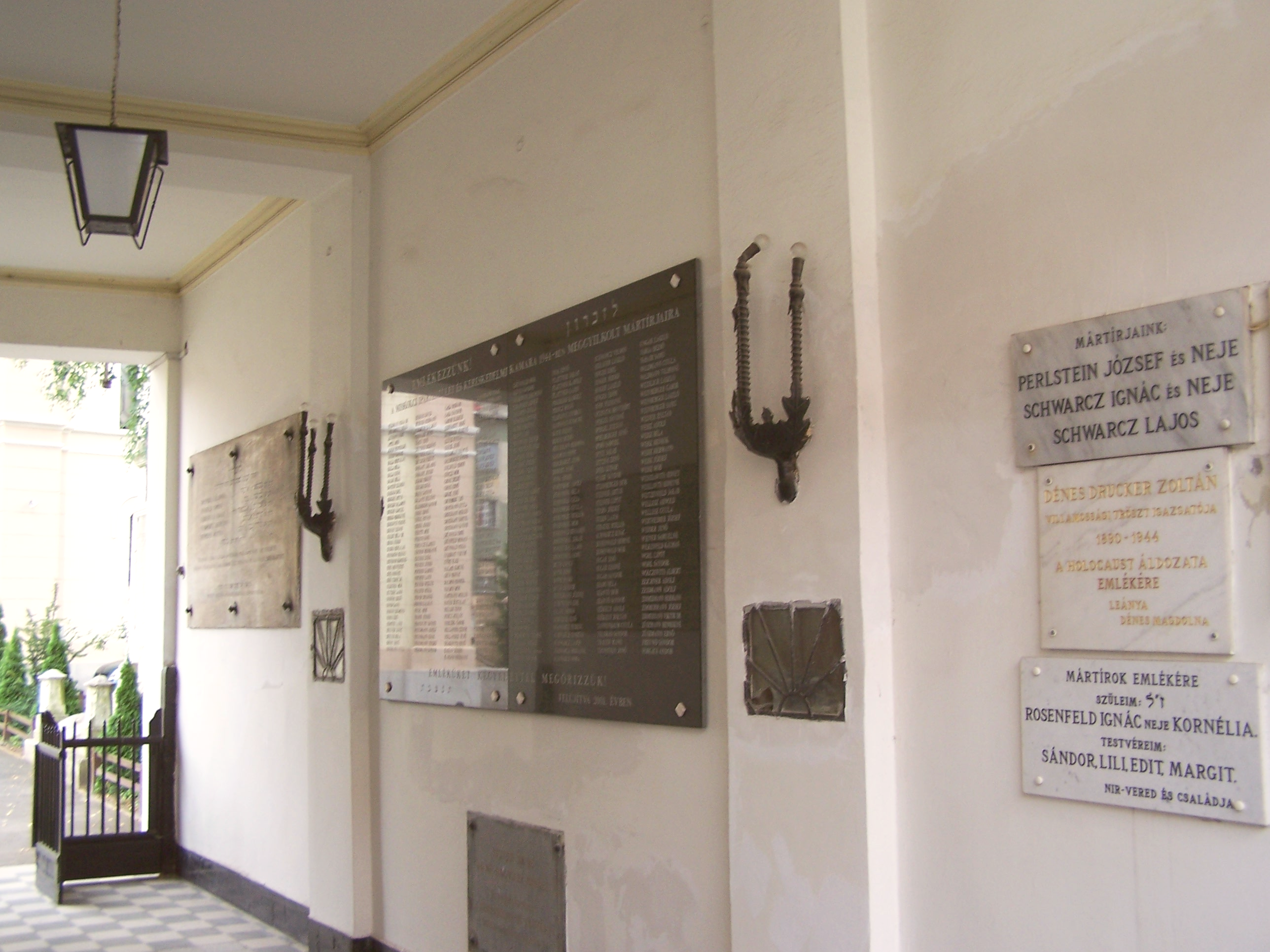
A miskolci zsinagóga Holocaust emléktáblái
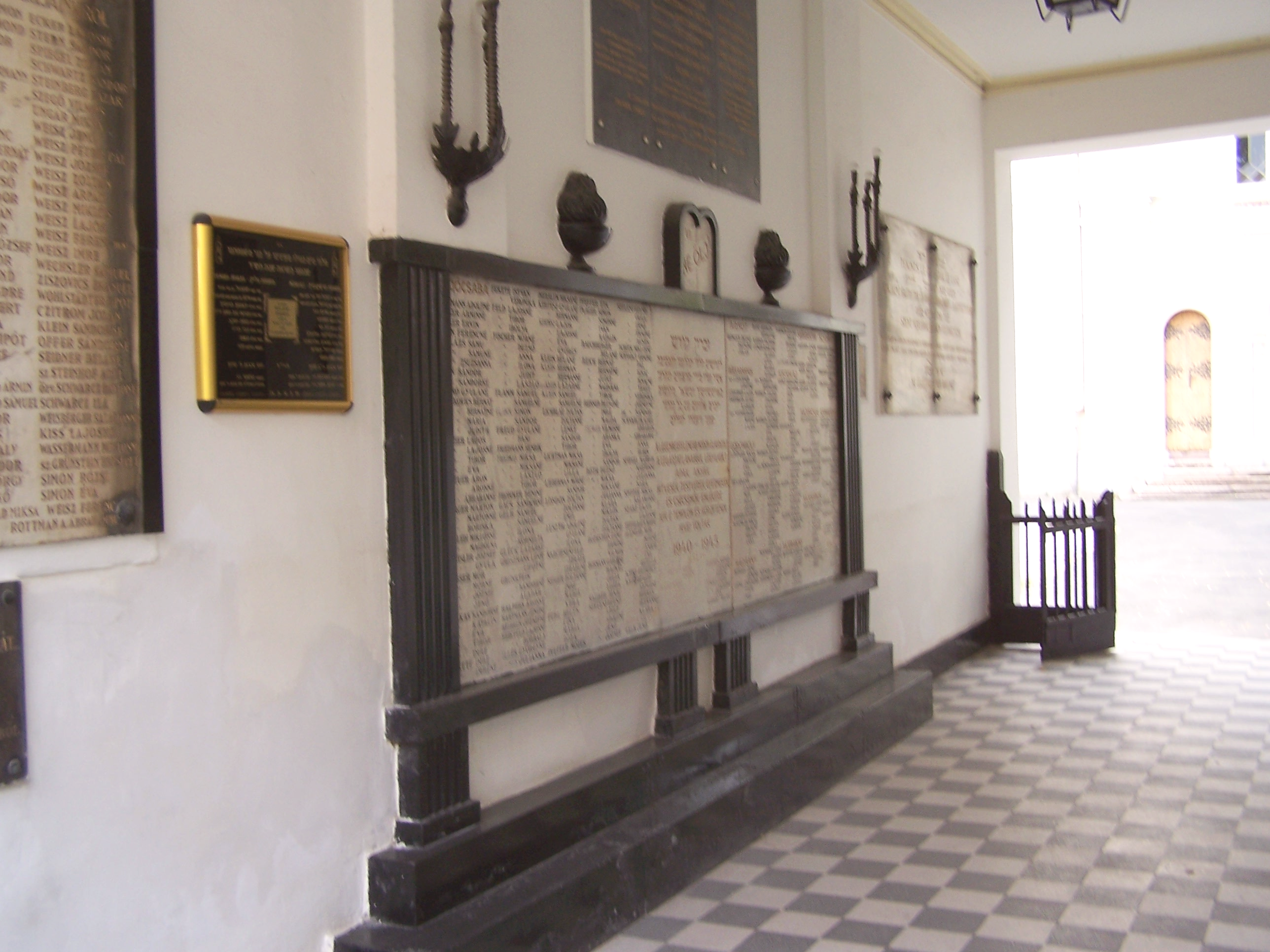
A miskolci zsinagóga Holocaust emléktáblái